# پاسکوال بوینگ
پاسکوال بوینگ (انگلیسی: Pascual Boing) شرکت نوشیدنی مکزیکی است، که در سال ۱۹۴۰ تأسیس شد.